# Galindi
Galindi sta bili dve različni, zdaj izumrli, baltski ljudstvi.  Ime Galindi se najpogosteje nanaša na Zahodne Galinde, ki so živeli v jugovzhodnem delu Prusije. Vzgodni Galindi ali Goljadi (rusko Го́лядь, Góljadi) so živeli na območju Moskve.  Slednji so bili najvzhodnejše znano baltsko pleme in tudi najvzhodnejša in najdlje živeča skupina tako imenovanih Dnjeprskih Baltov, ki so bili do 15. stoletja slovanizirani.

## Zahodni Galindi
Zahodni Galindi (staroprusko *Galindis, latinsko Galindae) so bili sprva zahodno baltsko pleme, kasneje pa prusko pleme, naseljeno v Galindiji. Ozemlje Galindije se je približno ujemalo z ozemljem Mazurije, vendar je zajemalo tudi severni del kasnejše vojvodine Mazovije. Zahodni Galindi so mejili na Jatvinge na ozemlju sedanjega poljskega Podlaškega vojvodstva.
Galinde je prvi omenil Ptolemaj v 2. stoletju n. št. Imenoval jih je Γαλίνδοι – Galindoi.  Od 6./7. stoletja do 17. stoletja je nekdanji osrednji del galindskega plemena še naprej obstajal kot staropruski klan *Galindis. Staropruski galindski jezik je izumrl v 17. stoletju, predvsem zaradi pritoka protestantov v 16. stoletju, ki so bežali iz katoliške Poljske in iskali zatočišče na območju Galindije. Drug pomemben dejavnik je bila nemško govoreča pruska uprava.

## Vzhodni Galindi
Vzhodni Galindi (vzhodnogalindsko *Galindai, rusko голядь, Goljadi, iz starovzhodnoslovanskega *Golędĭ) so izumrlo vzhodnobaltsko pleme, ki je od 4. stoletja živelo v porečju reke Protve blizu sedanjih ruskih mest Možjansk, Vereja in Borovsk. Kot nosilci moščinske kulture so verjetno naseljevali tudi vso Kaluško oblast, preden so se tja na prehodi iz 7. v 8. stoletje naselili zgodnji Vzhodni Slovani.
Goljadi so bili prvič omenjeni v Lavrentijevem letopisu,  kjer je zapisano, da jih je leta 1058 podjarmil Izjaslav I. Kijevski. To kaže, da tudi na vrhuncu moči Kijevske Rusije niso bili niti njeni podložniki niti davkolačevalci. Ipatska kronika omenja, da je Svjatoslav Olgovič leta 1147 premagal Goljade, ki so živeli blizu reke Porotva (zdaj Protva).  Drugi letopisi  omenjajo, da so Mihaila Horobrita leta 1248 ubili »Litovci na Porotvi«, kar se nedvomno  nanaša na Vzhodne Galinde.
Knez Jurij Dolgoroki  je organiziral pohod proti njim leta 1147, ko je v ruskih kronikah prvič omenjena Moskva. Poznejše kronike vzhodnih Galindov ne omenjajo. Rusi so jih kljub temu popolnoma asimilirali verjetno šele v 15. (ali 16.) stoletju. Nekateri posamezniki so se še v 19. stoletju šteli za Goljade. Njihovo ljudsko izročilo se je ohranilo vse do 20. stoletja.

## Opomba
1. ↑  Zvezdica  (*) pred besedo pomeni, da je beseda rekonstruirana in zato nedokazana.